# Notre-Dame-de-la-Rouvière
Notre-Dame-de-la-Rouvière foi uma comuna francesa na região administrativa da Occitânia, no departamento de Gard. Estendeu-se por uma área de 16,49 km². Em 2010 a comuna tinha 437 habitantes (densidade: 26,5 hab./km²). Em 1 de janeiro de 2019, foi incorporado à nova comuna de Val-d'Aigoual.